# Eerste divisie (mannenhandbal) 2009/10
De Eerste divisie is de op een na hoogste afdeling van het Nederlandse handbal bij de heren op landelijk niveau. In het seizoen 2009/2010 werd Schuytgraaf/Swift A kampioen en promoveerde naar de Eredivisie. Pals Groep/E&O 2 en TOP/DSS degradeerden naar de Hoofdklasse.
Voor het begin van het seizoen trok Groene Ster zich uit de competitie.

## Opzet
- De kampioen promoveert rechtstreeks naar de eredivisie (mits er niet al een hogere ploeg van dezelfde vereniging in de eredivisie speelt).
- De ploegen die als een-na-laatste (dertiende) en laatste (veertiende) eindigen degraderen rechtstreeks naar de hoofdklasse.
- Het seizoen wordt onderverdeeld in vier perioden van respectievelijk 6, 7, 7 en 6 wedstrijden. De ploeg die in een periode de meeste punten behaalt, is periodewinnaar en verkrijgt het recht om deel te nemen aan de zogenaamde nacompetitie. Indien de uiteindelijke kampioen, een ploeg die niet mag promoveren, of een degradant een periode wint, wordt het recht tot deelname aan de nacompetitie overgedragen aan het hoogst geklasseerde team in de eindrangschikking dat nog niet aan de nacompetitie deelneemt. In de nacompetitie spelen deze vier ploegen uit de eerste divisie, samen met de nummers elf en twaalf van de regeliere eredivisie competitie, voor één plek in de eredivisie van volgend seizoen.

Er promoveert dus zeker één ploeg, en mogelijk een tweede ploeg via de nacompetitie. Verder degraderen er twee ploegen.

## Teams
| Ploeg                  | Plaats         | Provincie     | Hal              |
| ---------------------- | -------------- | ------------- | ---------------- |
| FIQAS/Aalsmeer 2       | Aalsmeer       | Noord-Holland | Bloemhof         |
| Eurotech/Bevo HC 2     | Panningen      | Limburg       | Bouwcoach Hallen |
| TOP/DSS                | Heemskerk      | Noord-Holland | Waterakkers      |
| Pals Groep/E&O 2       | Emmen          | Drenthe       | Angelslo         |
| Hercules               | Den Haag       | Zuid-Holland  | Boswijk          |
| Internos               | Etten-Leur     | Noord-Brabant | Lage Banken      |
| Vos Investment/Lions 2 | Sittard-Geleen | Limburg       | De Haamen        |
| MHV '81                | Mill           | Noord-Brabant | De Looierij      |
| Venus/Nieuwegein       | Nieuwegein     | Utrecht       | Galecop          |
| PSV                    | Eindhoven      | Noord-Brabant | De Vijfkamp      |
| Swift Arnhem           | Arnhem         | Gelderland    | Elderveld        |
| RED-RAG/Tachos         | Waalwijk       | Noord-Brabant | De Slagen        |
| KRAS/Volendam 2        | Volendam       | Noord-Holland | Opperdam         |
| White Demons           | Berkel-Enschot | Noord-Brabant | 't Ruiven        |

## Reguliere competitie
| Pos | Club                   | Wed | Ptn | Opmerking                                                       |
| --- | ---------------------- | --- | --- | --------------------------------------------------------------- |
| 1   | Swift Arnhem           | 26  | 45  | Rechtstreekse promotie naar eredivisie                          |
| 2   | Venus/Nieuwegein       | 26  | 40  | (Vervangende) periodekampioen; gekwalificeerd voor nacompetitie |
| 3   | Hercules               | 26  | 37  | (Vervangende) periodekampioen; gekwalificeerd voor nacompetitie |
| 4   | PSV                    | 26  | 34  | (Vervangende) periodekampioen; gekwalificeerd voor nacompetitie |
| 5   | Vos Investment/Lions 2 | 26  | 31  |                                                                 |
| 6   | FIQAS/Aalsmeer 2       | 26  | 30  |                                                                 |
| 7   | Eurotech/Bevo HC 2     | 26  | 26  |                                                                 |
| 8   | Internos               | 26  | 26  | (Vervangende) periodekampioen; gekwalificeerd voor nacompetitie |
| 9   | MHV '81                | 26  | 22  |                                                                 |
| 10  | White Demons           | 26  | 20  |                                                                 |
| 11  | KRAS/Volendam 2        | 26  | 17  |                                                                 |
| 12  | RED-RAG/Tachos         | 26  | 15  |                                                                 |
| 13  | Pals Groep/E&O 2       | 26  | 14  | Degradatie naar hoofdklasse                                     |
| 14  | TOP/DSS                | 26  | 7   | Degradatie naar hoofdklasse                                     |

## Nacompetitie
| Pos | Club             | Wed | Ptn | Opmerking                                                 |
| --- | ---------------- | --- | --- | --------------------------------------------------------- |
| 1   | Hercules         | 6   | 10  | Promotiewedstrijden tegen de nummer elf van de eredivisie |
| 2   | Venus/Nieuwegein | 6   | 9   |                                                           |
| 3   | PSV              | 6   | 5   |                                                           |
| 4   | Internos         | 6   | 0   |                                                           |

## Promotie-/degradatiewedstrijden
Eerste wedstrijd
|  | Hercules | 20 - 27 | Loreal | Boswijk, Den Haag |
|  |          |         |        | Boswijk, Den Haag |
|  |          |         |        | Boswijk, Den Haag |

Tweede wedstrijd; Loreal heeft gewonnen en blijft in de eredivisie.
|  | Loreal | 29 - 25 | Hercules | Craneveld, Venlo |
|  |        |         |          | Craneveld, Venlo |
|  |        |         |          | Craneveld, Venlo |